# Барке (Падова)
Барке је насеље у Италији у округу Падова, региону Венето.
Према процени из 2011. у насељу је живело 237 становника. Насеље се налази на надморској висини од 38 м.